# Basilique Notre-Dame-du-Rosaire de Fátima
Pour les articles homonymes, voir Basilique Notre-Dame-du-Rosaire.
La basilique Notre-Dame-du-Rosaire (en portugais : Basílica de Nossa Senhora do Rosário), ou simplement basilique du Rosaire, est une église située au lieu-dit la Cova da Iria à Fátima, dans l'enceinte du sanctuaire de Fátima, au Portugal.
Cette église, dont la construction a débuté en 1928 et s'est terminée en 1953, est construite dans un style néo-baroque. Elle est la première grande église construite dans le cadre du sanctuaire marial après les apparitions de la Vierge en 1917. Les travaux ont débuté avant la reconnaissance officielle par l'Église catholique (prononcée en 1930). L'église a obtenu le titre de basilique mineure un an après son inauguration. Elle a aussi le statut de sanctuaire international.
Les sépultures des trois enfants bergers ayant « vu la Vierge Marie », ont été progressivement installées dans le transept de l'église (en 1951 et 1952 pour Jacinthe et Francisco Marto, et en 2005 pour sœur Lucie). Les deux premiers ont été béatifiés en 2000, à Fátima puis canonisés en 2017.
De 2014 à 2016, l'église, ainsi que l'orgue de la basilique, ont été l'objet d'une campagne de travaux de restaurations.

## La basilique

### Historique
La construction de la basilique du Rosaire a débuté en 1928. Le projet de style néo-baroque est l’œuvre de l'architecte néerlandais Gerard Van Krieken. Cette église a été construite sur le lieu où jouaient les bergers (à faire un petit mur de pierres) quand ils ont vu l'éclair qui leur a fait penser à une tempête le 13 mai 1917. La première pierre a été bénie par l'archevêque d'Évora, D. Manuel da Conceição Santos (pt) le 13 mai 1928 (alors que la reconnaissance officielle des apparitions par l’Église catholique ne sera faite qu'en 1930).
La consécration de l'église a eu lieu le 7 octobre 1953. Dans son document Luce Superna du 11 novembre 1954, le pape Pie XII a accordé à cette église le titre de basilique mineure.
Le 1er mai 1951, les restes mortuaires de Jacinta Marto ont été transférés dans la basilique et déposés dans le transept de l'église. Le 13 mars 1952, les restes de Francisco Marto ont été transférés, à leur tour, dans le transept de l'église. Tous deux ont été béatifiés en mai 2000, à Fátima.
La statue du pape Pie XII (sculptée en marbre blanc par le sculpteur portugais Domingos Soares Branco), située à l'angle sud-est de l'église, a été révélée au public et officiellement bénie le 12 octobre 1953. La statue du pape Paul VI (œuvre du sculpteur portugais Joaquim Correia) a été érigée en mai 1968 dans le coin nord-ouest de l'église.
En 1995, le chœur de l'église a été rénové par l’architecte Erich Corsepius.
Le 8 décembre 2003, la « statue pèlerine » de Notre-Dame de Fátima a été officiellement installée dans le chœur de l'église, à côté de l'autel, emplacement qu'elle ne devrait désormais plus quitter (sauf circonstances exceptionnelle).
Le 19 février 2006, le corps de Lúcia dos Santos a été transféré dans la basilique, où elle est inhumée, à côté de sa cousine Jacinta et à proximité de Francisco.
De 2014 à 2016, l'église a été l'objet d'une campagne de travaux de restaurations entraînant une fermeture partielle du bâtiment. À cette occasion, l'orgue de la basilique subit une importante restauration. Cette restauration s'est terminée en mars 2016 par une bénédiction solennelle de l'orgue (faite par l'évêque), et une série de concerts.

### Description

#### Extérieur
Le bâtiment mesure 70,5 mètres de long et 37 de large. Il a été entièrement construit avec la pierre calcaire de la région : le branco do mar.
Une grande tribune avec autel, chaise, ambon et bancs (pour les concélébrants) est installée, à l'extérieur, devant la basilique du Rosaire.

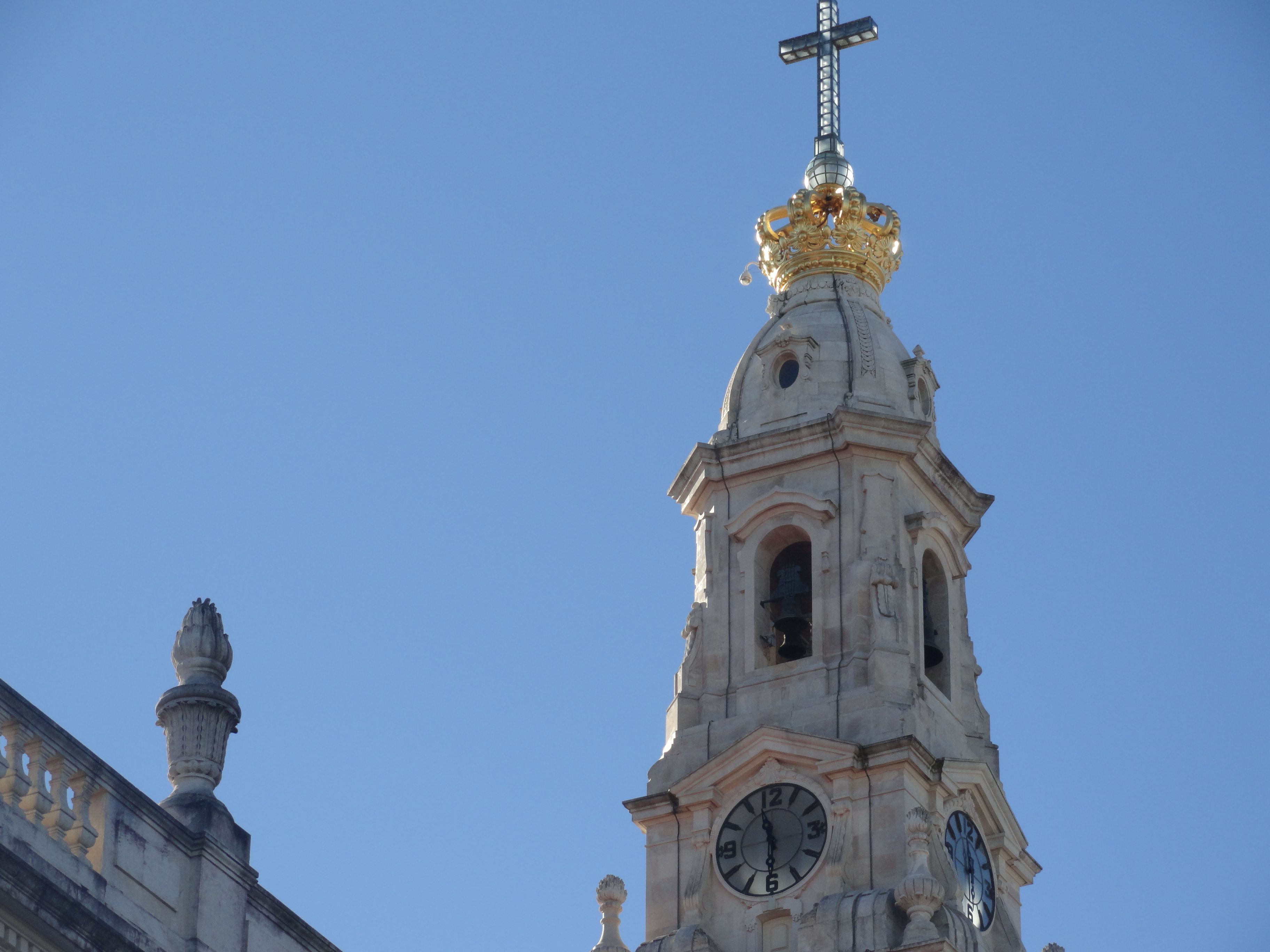
Couronne de bronze doré surmontant le clocher.

Le clocher mesure 65 m de haut, il est surmonté d'une couronne de bronze de 7 000 kg, construit dans la fonderie Bolhão de Porto. La couronne est elle-même surmontée d'une croix illuminée la nuit.
Le carillon est composé de 62 cloches, fondues et durcies à Fátima par José Gonçalves Coutinho (de Braga). La plus grosse cloche pèse 3 000 kg et le clapet 90. L'horloge est l'œuvre de Bento Rodrigues (Braga). Les anges de la façade ont été sculptés dans du marbre par Albano França.
Le 13 mai 1958 a été inaugurée une grande statue du Cœur immaculé de Marie sculptée par le Père Thomas McGlynn sur les conseils de sœur Lucie. La statue est haute de 4,73 m et elle pèse 13 tonnes. Cette statue évoque le contenu du message de « la dévotion au Cœur Immaculé de Marie ». La sculpture fait référence à tous les différents thèmes évoqués par la Vierge durant les apparitions aux petits bergers : la dévotion des cinq premiers samedis, la consécration la Russie et le triomphe de son cœur Immaculé. Cette statue, offerte par des catholiques américains, a été placée dans une niche située sur la façade de la basilique le 13 juin 1959,.

#### Intérieur

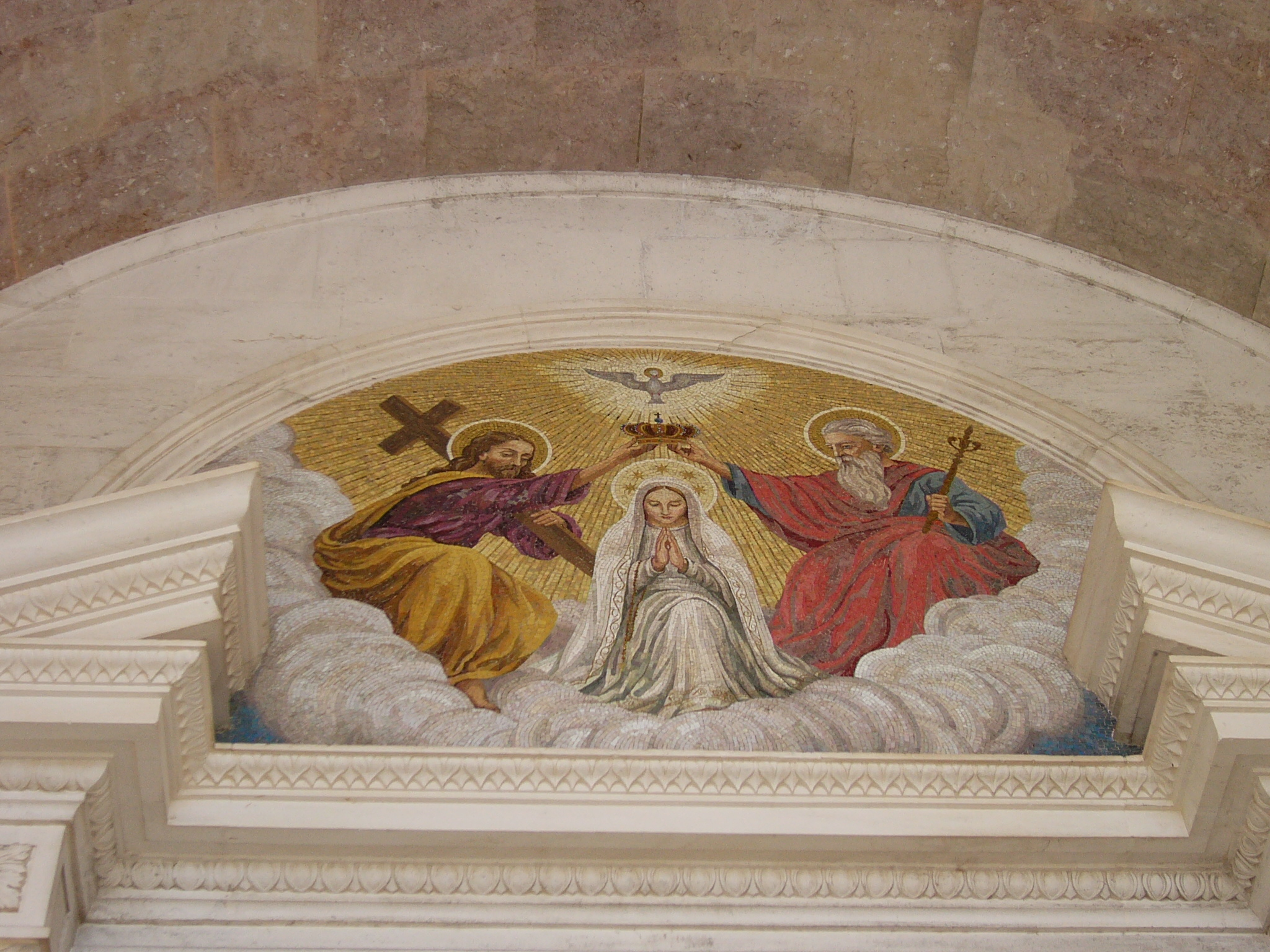
Mosaïque du couronnement de la Vierge.

À l'entrée de la basilique, au-dessus de la porte principale, se trouve une mosaïque représentant « la Sainte trinité couronnant la Vierge Marie ». Cette mosaïque, réalisée dans les ateliers du Vatican, a été bénie par le secrétaire d'État le cardinal Eugenio Pacelli, futur pape Pie XII. Cette même scène est représentée dans l'abside du chœur de l'église par un bas-relief réalisé par Maximiano Alves (pt).
À l'entrée de la basilique, sur le côté droit se trouve une statue de saint Jean Eudes, fondateur de la Congrégation de Jésus et Marie (Eudistes) et de la Congrégation de l'Oratoire. Cette œuvre a été réalisée par Martinho de Brito. Sur la gauche, la statue de saint Étienne, premier roi de Hongrie, couronné en l'an 1000, et qui a consacré sa nation à Notre-Dame. La statue est l’œuvre de António do Amaral de Paiva.
Les tombes des frères Francisco Marto et Jacinta Marto, sont situées respectivement à droite et à gauche du transept. La tombe de leur cousine Lúcia dos Santos est située à côté de celle de Jacinta.
L'église avait à l'origine deux sacristies. L'une d'elles a été transformée en une chapelle dédiée à saint Joseph.

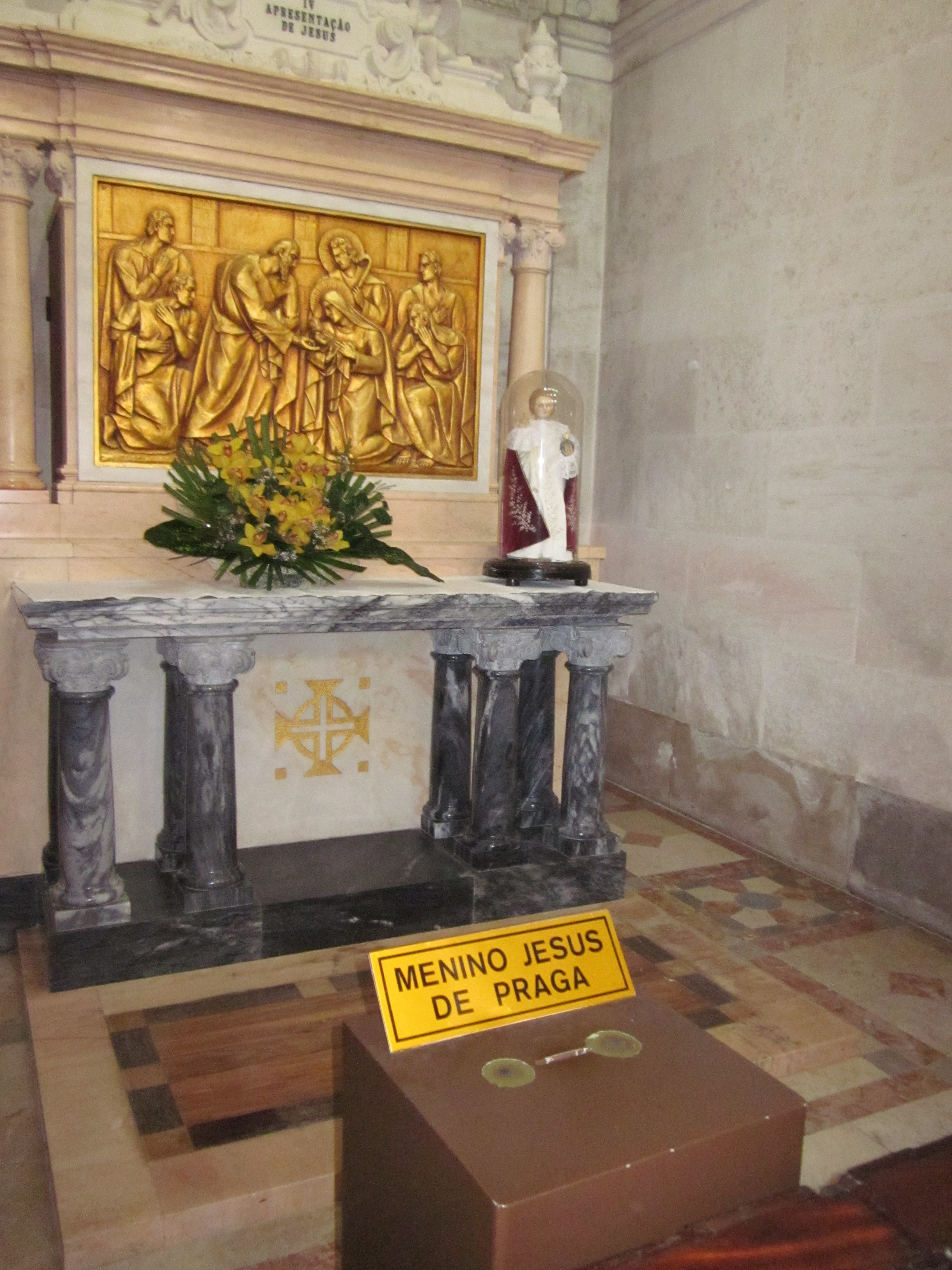
Un des autels latéraux dédié à la présentation de Jésus au Temple, et à l'Enfant Jésus de Prague.

Quatorze autels latéraux (en marbre d'Estremoz, de Pero Pinheiro (pt) et de Fátima) sont disposés dans l'église (de chaque côté de la nef). Chaque autel est dédié à un mystère du Rosaire. Les bas-reliefs, relevés d'or, sont l’œuvre d'un jeune sculpteur Martinho de Brito. Le 5e mystère glorieux (ou 15e mystère du rosaire) est présenté par le bas-relief du chœur de l'église qui trône au-dessus de l'autel principal de la basilique.
Tout autour de la croisée du transept, sur une mosaïque de décoration, il est écrit (la) « Regina Sacratissimi Rosarii Fatimae ora pro nobis » (Priez pour nous Reine du Très Saint Rosaire de Fátima). La mosaïque a été offerte par des catholiques de Singapour.
L'orgue, construit en 1951 par l'entreprise italienne Fratelli Ruffatti, est le plus grand de tout le Portugal. Il compte 90 registres et près de 6 500 tuyaux. Cet orgue a subi une importante restauration en 2015-2016.
Deux pierres gravées sont situées à l'entrée du chœur de l'église. Elles font mémoire de deux événements marquant du sanctuaire : le couronnement de la statue de Notre-Dame de Fátima le 13 mai 1946, et la clôture de l'Année sainte le 13 octobre 1951.

#### Le chœur de l'église

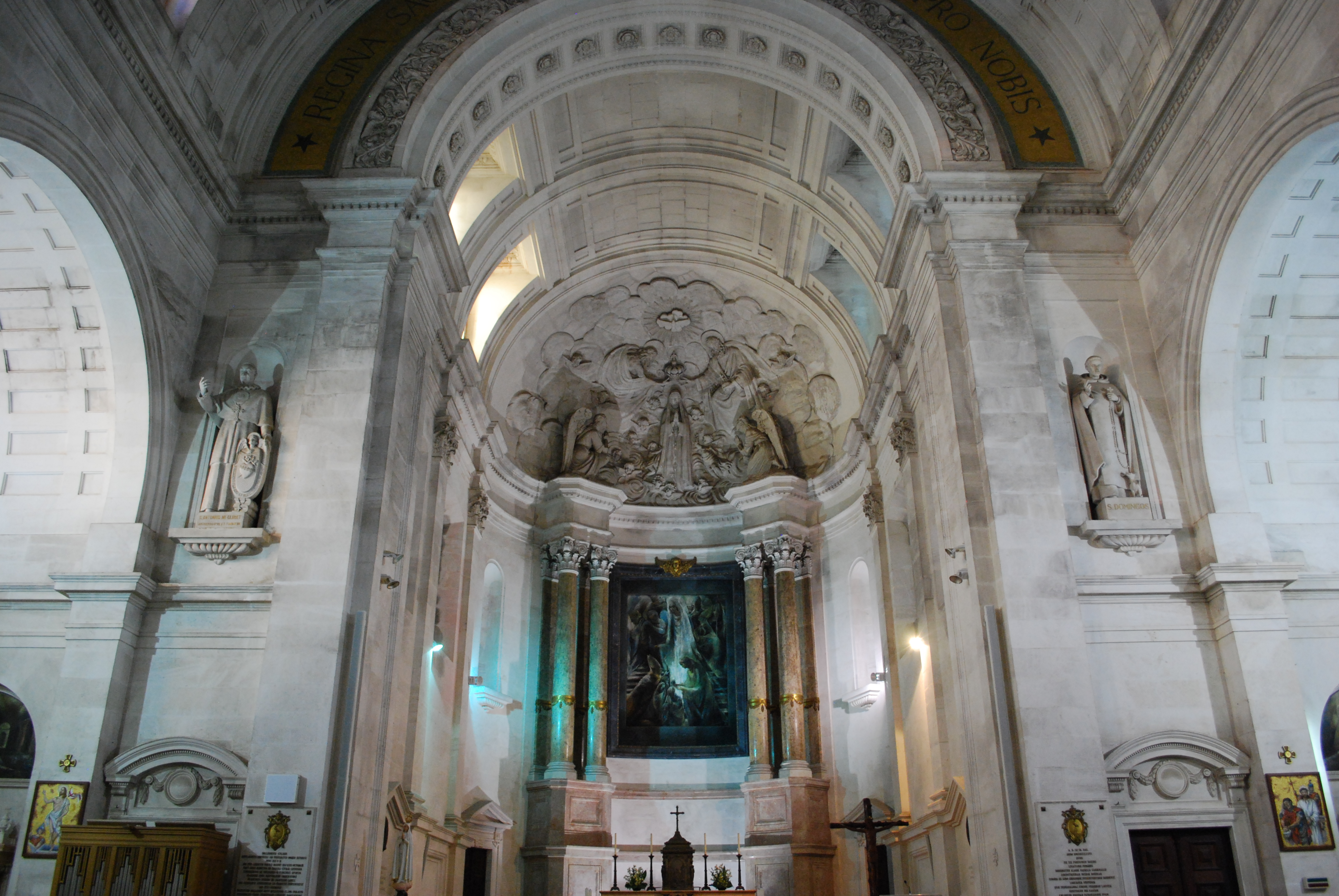
Vue du chœur de l'église.

Sur le côté droit du chœur, se trouve la statue de saint Dominique, grand apôtre du rosaire au XIIIe siècle (sculpture réalisée par Maria Amélia Carvalheira da silva). Sur la gauche, saint Antoine-Marie Claret, fondateur de la Congrégation des missionnaires de Marie Cœur (sculpture de Martinho de Brito).
En 1995, le chœur de l'église est réorganisé, et un grand autel en marbre est érigé au centre du chœur. La façade en argent représentant la Cène, présente sur le précédent autel est réinstallée sur ce nouvel autel.
La « statue pèlerine » de Notre-Dame de Fátima, réalisée en 1947 est installée, depuis le 8 décembre 2003 à gauche de l'autel, derrière la balustrade. Elle est posée sur un piédestal en pierre. La pierre utilisée pour réaliser l'autel a également été utilisée pour sculpter l'ambon, le piédestal de la statue de la Vierge, ainsi que les chaises des officiants.
Le retable situé derrière l'autel représente « le message de Notre Dame descendant sous la forme de lumière et de paix, à la rencontre les visionnaires préparés par l'Ange ». Sur le coin supérieur droit se distinguent trois papes (Pie XII, Jean XXIII et Paul VI, et sur le côté opposé trois anges. Cette peinture est l’œuvre de João de Sousa Araújo.
Les vitraux (autour du chœur) représentent les quatre évangélistes, l'apparition de l'ange (aux enfants), une scène de la vie des bergers et une représentation d'un pèlerinage à la Cova da Iria. Ces vitraux ont été conçus par João de Sousa Araújo.

### Galerie de photos

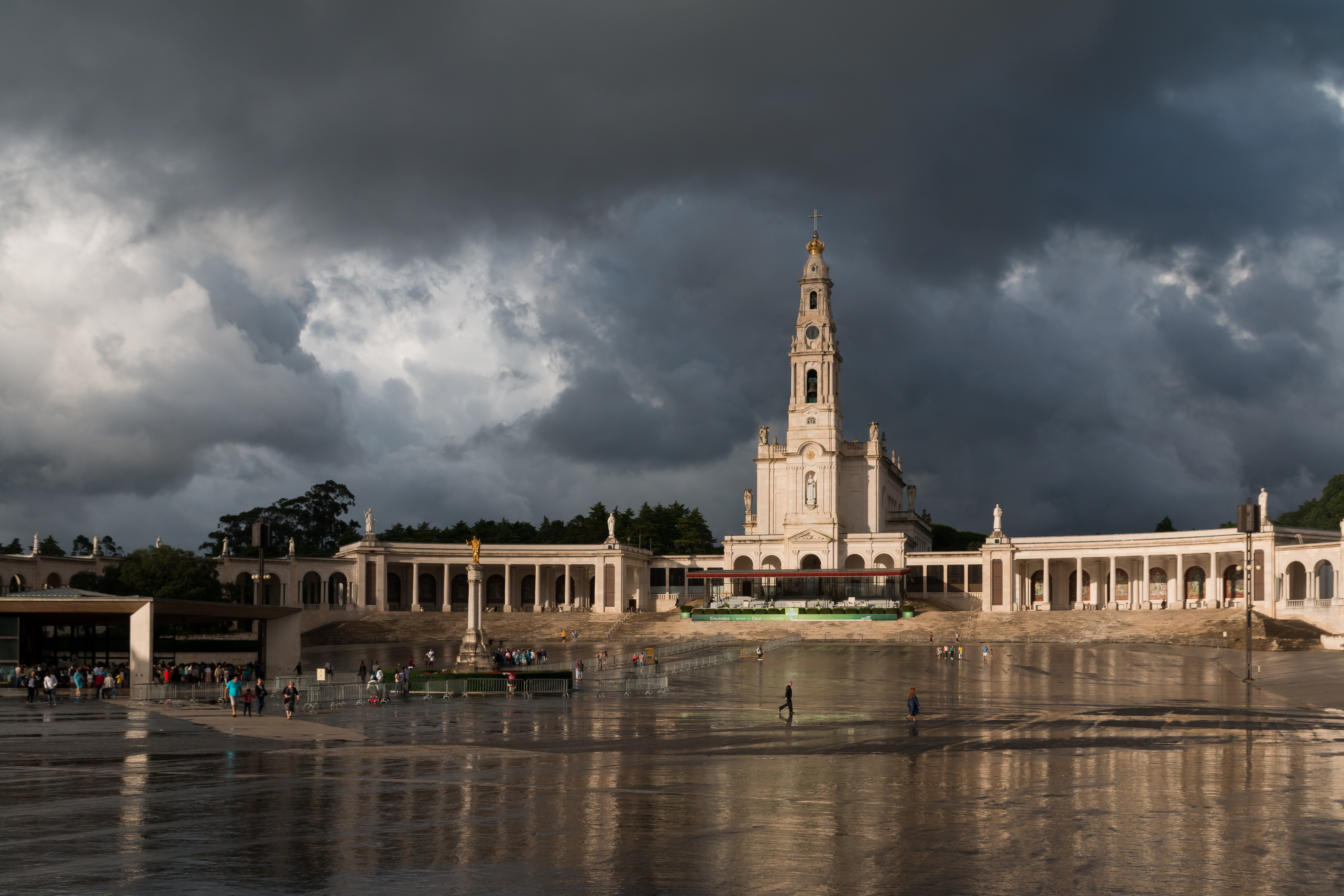
Vue générale de l'esplanade devant la basilique.
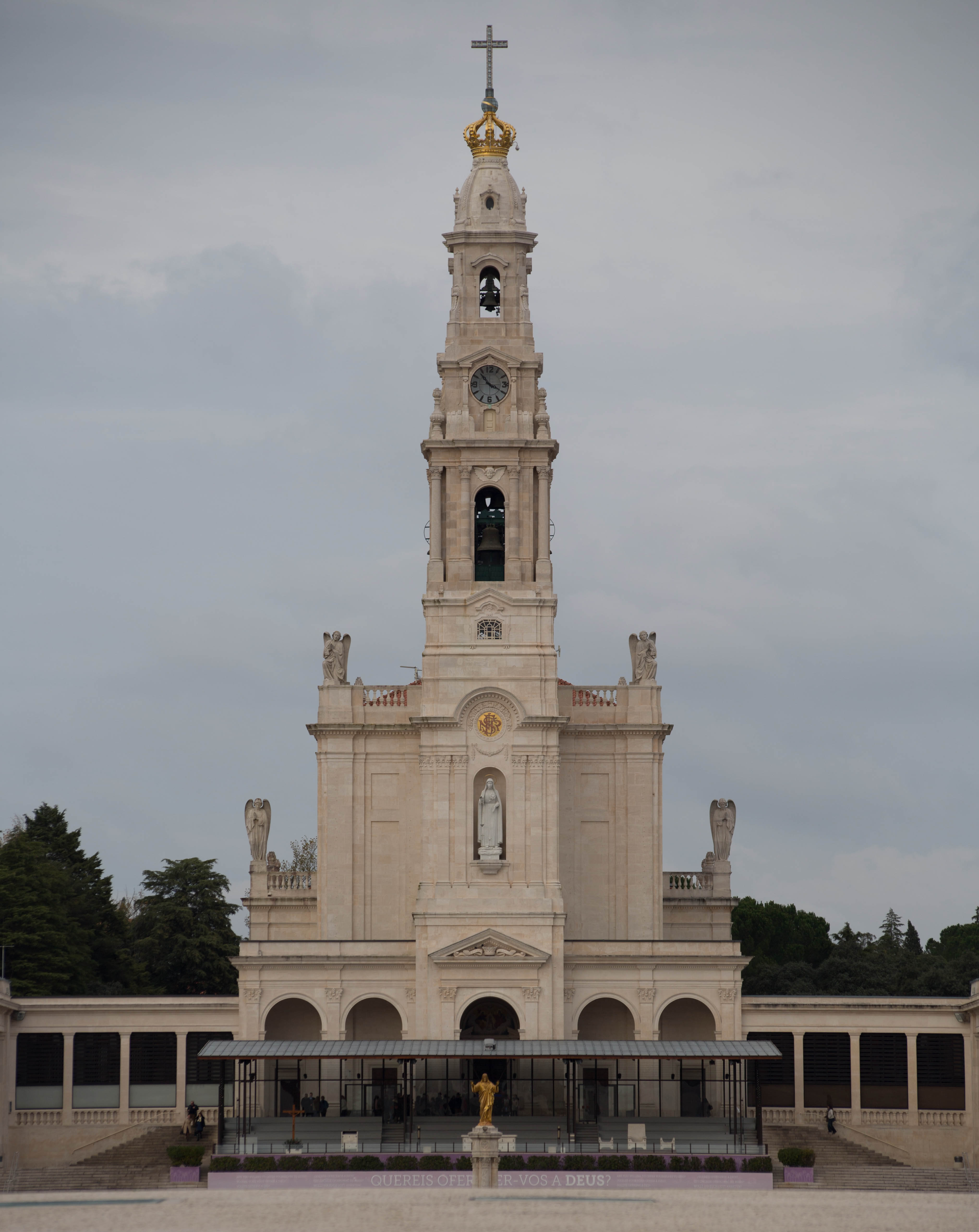
Façade principale du bâtiment.
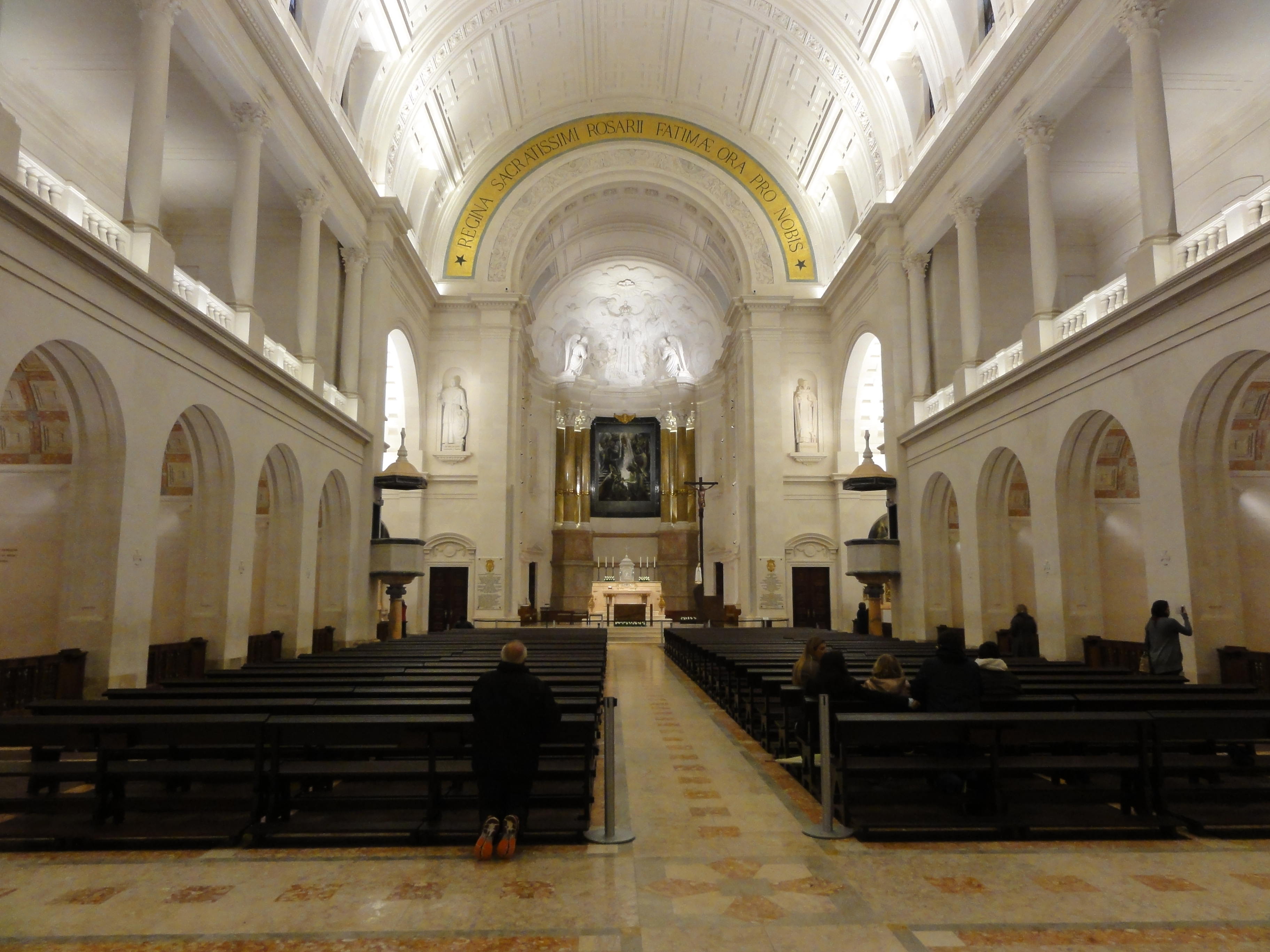
Intérieur de la nef centrale.
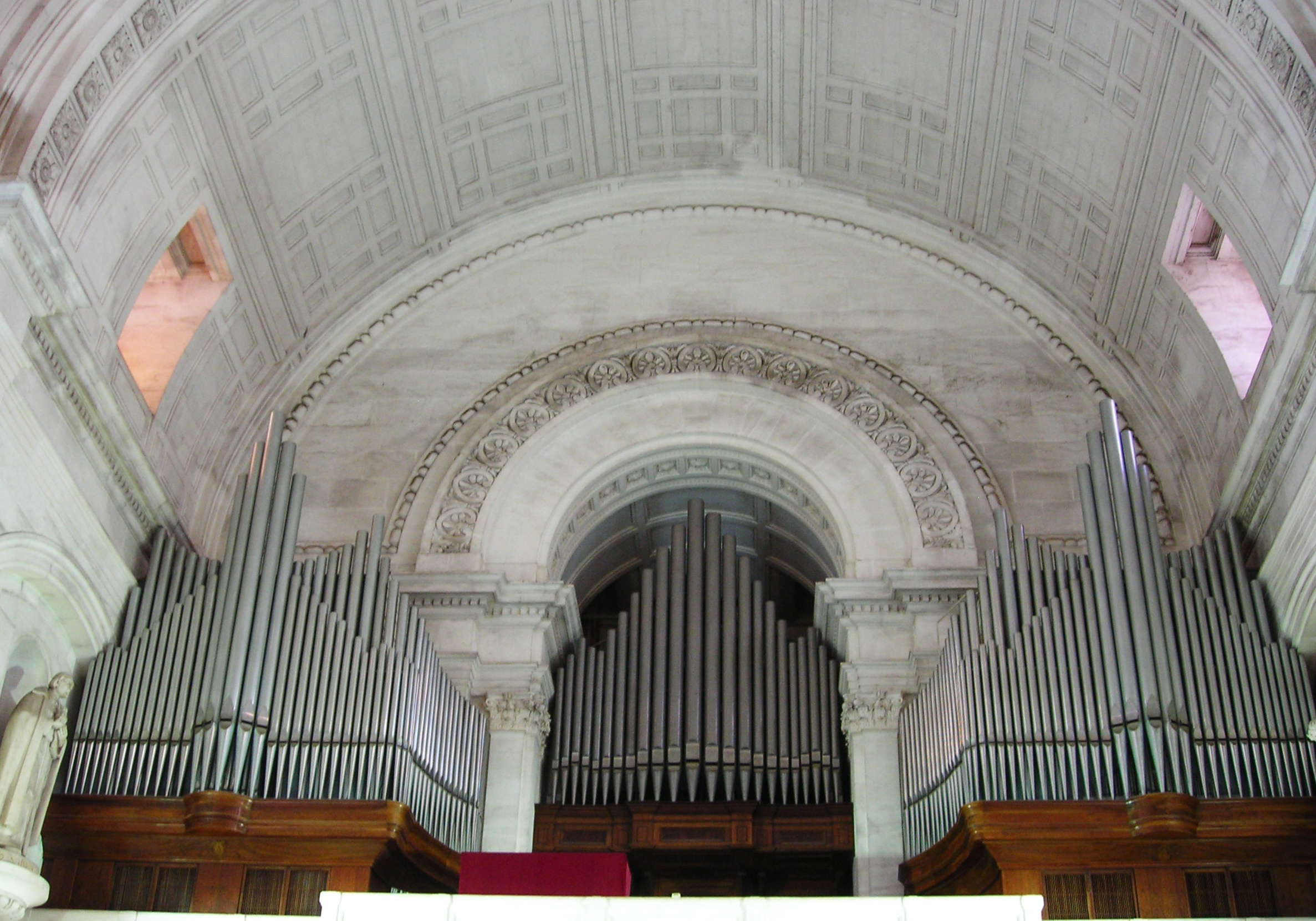
L'ancien orgue, de Ruffatti, situé au fond de l'église.
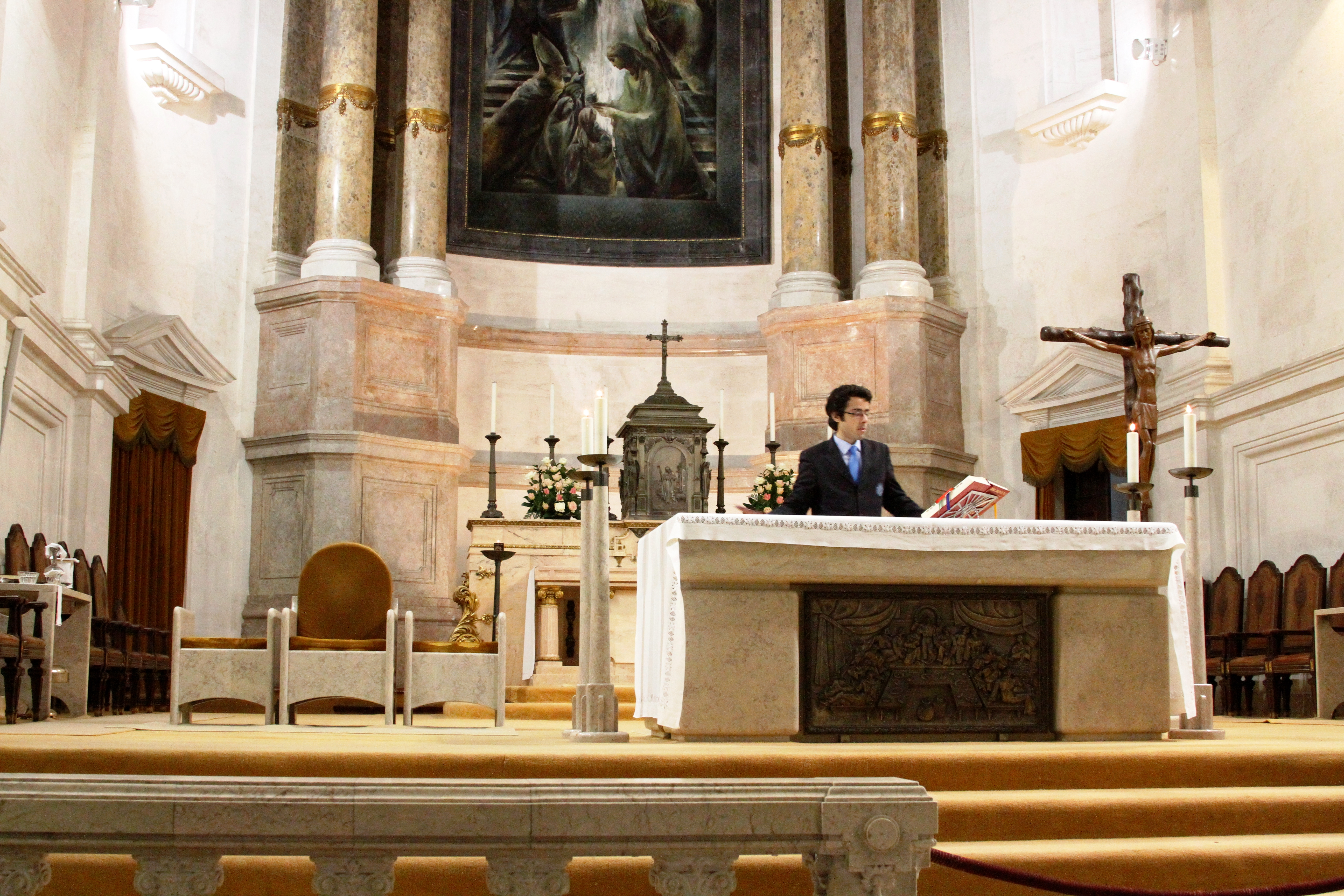
Autel principal de l'église.
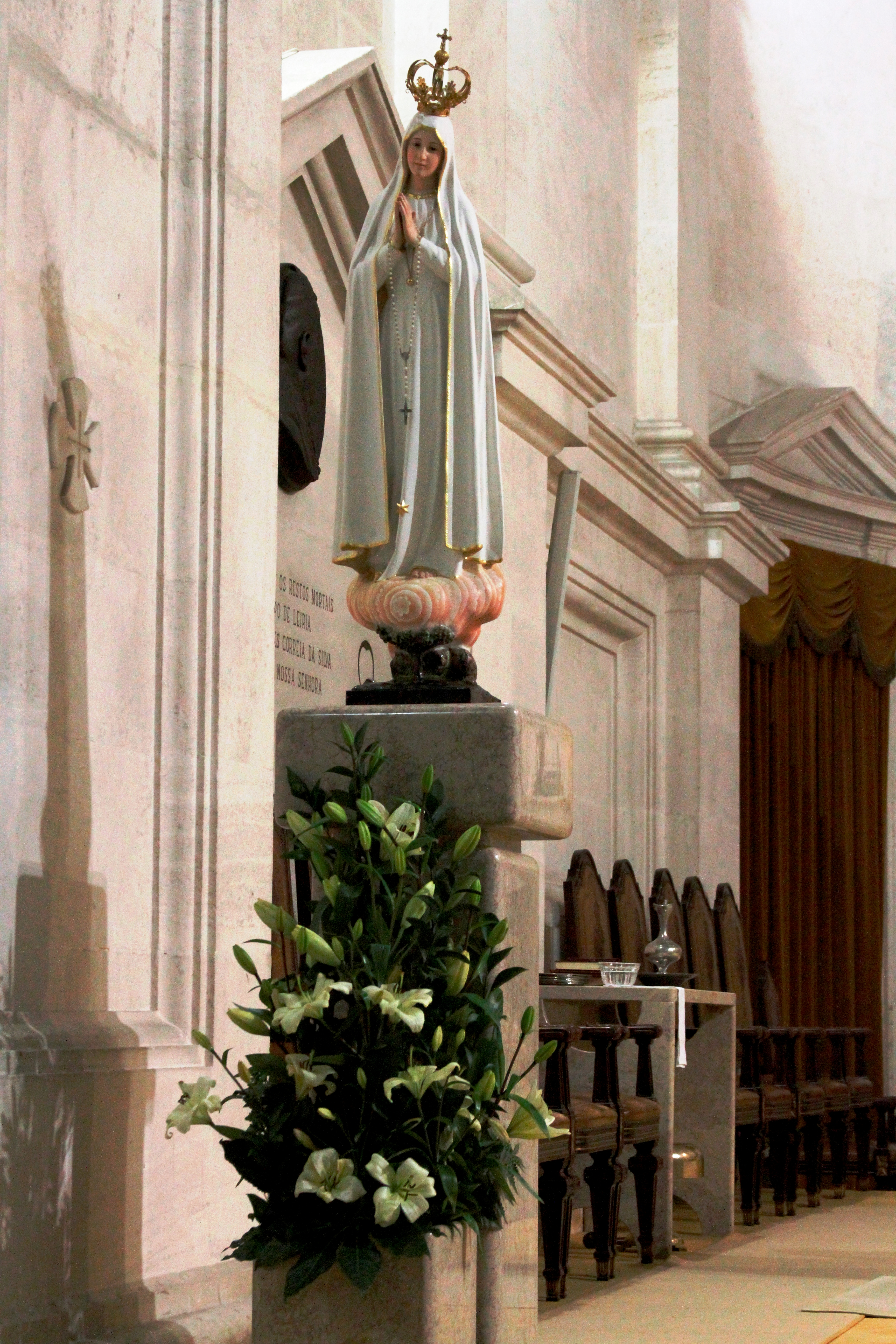
Statue de la Vierge pèlerine, à côté de l'autel.
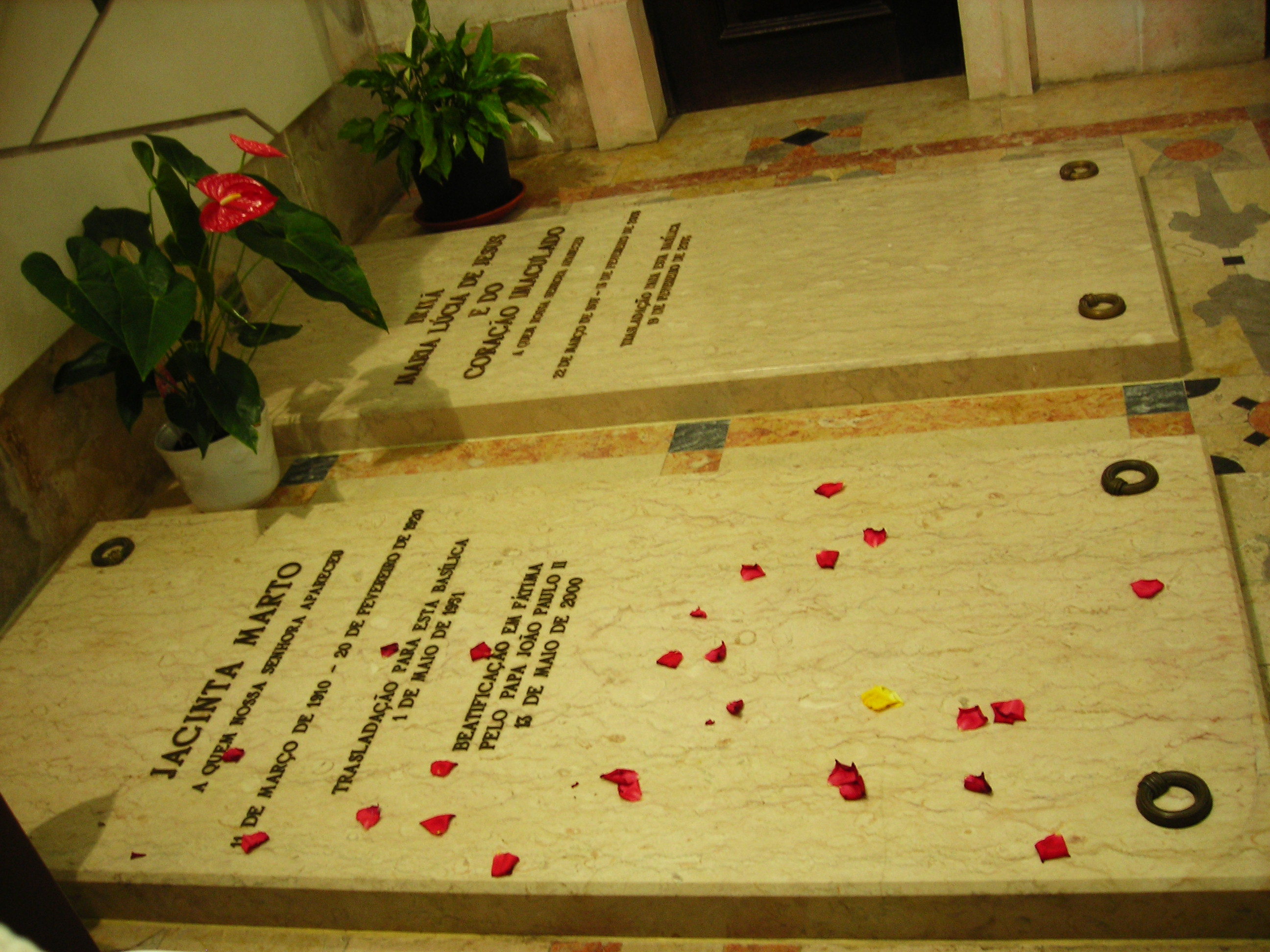
Tombes de Jacinta Marto et de Lúcia dos Santos.